# Universidad Işık
La Universidad Işık (turco: Işık Üniversitesi) es una universidad privada situada en Estambul, Turquía. La universidad es parte de la Fundación de Escuelas Feyziye que se estableció en Tesalónica en 1885.
La Universidad Işık opera en dos campus. El campus Maslak está localizado en uno de los centros de negocios de Estambul. El campus Şile, situado a 50 kilómetros de Estambul, abrió sus puertas en 2003. El campus Şile fue planeado como un «campus educativo» completo, con residencias, instalaciones sociales, y edificios educativos y administrativos situados en un área de 2.4 km². En el verano de 2005, la mayoría de los departamentos académicos y administrativos de la universidad fueron trasladados al campus Şile. La facultad de Bellas Artes está en el campus Maslak, mientras que tres facultades y dos institutos están en el campus Şile.